# A Spanner in the Works
A Spanner in the Works es el décimo séptimo álbum de estudio del cantante británico de rock Rod Stewart, publicado en 1995 por Warner Bros. Records. A diferencia de sus anteriores trabajos, solo participó en la composición de tres canciones ya que él mismo afirmó que: «No me es grato componer, yo no soy un compositor natural».
Por dicho motivo la gran mayoría son versiones de canciones de otros artistas como Sam Cooke, Bob Dylan y Tom Waits por mencionar algunos. Mientras que el resto son composiciones realizadas por músicos principalmente escoceses. Cabe destacar que «Muddy, Sam and Otis» es un tributo a los músicos Muddy Waters, Sam Cooke y Otis Redding y que «Purple Heather» es un tema tradicional que fue arreglada por el mismo Stewart.
Aun así ciertos críticos como Stephen Thomas Erlewine del sitio Allmusic, lo han citado como «uno de sus trabajos más ambiciosos e inspirados en casi veinte años».

## Recepción comercial y promoción
Hasta aquel momento era su disco de estudio con más baja posición en los Billboard 200 estadounidenses, ya que solo alcanzó a entrar en el puesto 35, convirtiéndose en su primer álbum en no ingresar en los top 30 de dicha lista desde su disco debut. Por otro lado, su recepción en el Reino Unido fue muy mejor ya que llegó hasta la cuarta posición en los UK Albums Chart y a los pocos días fue certificado con disco de oro en ese país.
En cuanto a su promoción se lanzaron cuatro canciones como sencillos, que no recibieron buenas posiciones en las listas mundiales. De ellos «Leave Virginia Alone» llegó hasta el décimo lugar en la lista estadounidense Hot Adult Contemporary Tracks. Mientras que «You're the Star» y «Lady Luck» fueron los únicos en ingresar en los UK Singles Chart, en los lugares 19 y 56 respectivamente.

## Lista de canciones
| N.º | Título                                                        | Escritor(es)                                      | Duración |  |
| 1.  | «Windy Town» (cover de Chris Rea)                             | Chris Rea                                         | 5:12     |  |
| 2.  | «The Downtown Lights» (cover de The Blue Nile)                | Paul Buchanan                                     | 6:33     |  |
| 3.  | «Leave Virginia Alone» (cover de Tom Petty)                   | Tom Petty                                         | 4:07     |  |
| 4.  | «Sweetheart Like You» (cover de Bob Dylan)                    | Bob Dylan                                         | 4:54     |  |
| 5.  | «This»                                                        | John Capek, Marc Jordan                           | 5:19     |  |
| 6.  | «Lady Luck»                                                   | Stewart, Carmine Rojas, Jeff Golub, Kevin Savigar | 4:25     |  |
| 7.  | «You're the Star»                                             | Billy Livsey, Frankie Miller, Graham Lyle         | 4:39     |  |
| 8.  | «Muddy, Sam and Otis»                                         | Stewart, Savigar                                  | 4:42     |  |
| 9.  | «Hang on St. Christopher» (cover de Tom Waits)                | Tom Waits                                         | 4:04     |  |
| 10. | «Delicious»                                                   | Stewart, Andy Taylor, Robin LeMesurier            | 4:43     |  |
| 11. | «Soothe Me» (cover de Sam Cooke)                              | Sam Cooke                                         | 3:33     |  |
| 12. | «Purple Heather» (tema tradicional - arreglos por R. Stewart) | desconocido                                       | 4:58     |  |

## Posicionamiento en listas
| País           | Lista                 | Posición |
| -------------- | --------------------- | -------- |
| Canadá         | Canadian Albums Chart | 2        |
| Suecia         | Sverigetopplistan     | 2        |
| Reino Unido    | UK Albums Chart       | 4        |
| Noruega        | VG-lista              | 6        |
| Alemania       | Media Control Charts  | 9        |
| Austria        | Ö3 Austria Top 40     | 13       |
| Nueva Zelanda  | RIANZ Charts          | 13       |
| Suiza          | Swiss Music Charts    | 15       |
| Países Bajos   | MegaCharts            | 23       |
| Japón          | Japan Albums Chart    | 26       |
| Australia      | ARIA Charts           | 28       |
| Estados Unidos | Billboard 200         | 35       |
| Bélgica        | Ultratop              | 49       |

## Certificaciones
| País           | Organismo certificador | Certificación | Ventas certificadas | Ref.   |
| -------------- | ---------------------- | ------------- | ------------------- | ------ |
| Canadá         | CRIA                   | Platino       | 100 000             | [ 18 ] |
| Estados Unidos | RIAA                   | Oro           | 500 000             | [ 19 ] |
| Reino Unido    | BPI                    | Oro           | 100 000             | [ 6 ]  |

## Músicos
- Rod Stewart: voz
- Andy Taylor, Jimmy Crespo, Lol Creme, Jeff Golub, Tim Pierce, Robin LeMesurier, Jim Cregan y Michael Landau: guitarra
- Bernard Edwards, Guy Pratt, Trevor Horn, Leland Sklar y Carmine Rojas: bajo
- Rick Braun, Nick Lane, David Woodford y Kids Horns: instrumento de viento-madera
- Fred White, Lamont VanHook, Joey Diggs, Joe Turano, Aleisha Irving, Oren Waters, Jossef Powell y Terry Young: coros
- Davey Johnstone: guitarra y mandolina
- Steve Lipson: guitarra y bajo
- Kenny Aronoff, Paul Robinson y Dave Palmer: batería
- Mike Higham: bajo y teclados
- Kevin Savigar: bajo, teclados y squeezebox
- Jamie Muhoberac: teclados, piano y percusión
- Billy Preston: órgano
- Paulinho da Costa: percusión
- Martin O'Conner: acordeón
- Anne Dudley: piano
- Don Teschner: mandolina y fiddle americano
- Dónal Lunny: buzuki
- Leslie Buttler: armónica
- Máire Ní Chathasaigh: fiddle irlandés
- John McSherry: gaita